# Isentroop
Isentroop is een term uit de thermodynamica. Een proces wordt isentroop genoemd als de entropie niet verandert, zoals het geval is bij elk reversibel adiabatisch proces. Bij zo'n proces geldt voor een ideaal gas de zogeheten isentrope relatie tussen de temperatuur T, druk p en dichtheid {\displaystyle \rho }:
{\displaystyle {\frac {p_{2}}{p_{1}}}=\left({\frac {v_{1}}{v_{2}}}\right)^{\gamma }=\left({\frac {\rho _{2}}{\rho _{1}}}\right)^{\gamma }=\left({\frac {T_{2}}{T_{1}}}\right)^{\tfrac {\gamma }{\gamma -1}}}
waarin {\displaystyle \gamma } de verhouding {\displaystyle c_{p}/c_{V}} is van de soortelijke warmte bij constante druk ({\displaystyle c_{p}}) en de soortelijke warmte bij constant volume ({\displaystyle c_{V}}).
Met behulp van de vergelijking {\displaystyle V=m\cdot v} is deze te herschrijven als
{\displaystyle {\frac {p_{2}}{p_{1}}}=\left({\frac {V_{1}}{V_{2}}}\right)^{\gamma }}
waarbij V het volume is (oftewel algemeen: {\displaystyle p\cdot v^{\gamma }} is constant). 